# Lijst van rijksmonumenten in het Begijnhof (Amsterdam)
Een overzicht van de 44 rijksmonumenten in het Begijnhof in Amsterdam.
| Object | Oorspronkelijke functie? | Bouwjaar                                                                                 | Architect | Locatie       | Coördinaten?                  | Nr.?  | Afbeelding                                                                                                |
| --- | ------------------------ | ---------------------------------------------------------------------------------------- | --------- | ------------- | ----------------------------- | ----- | --- |
| Huis met ingezwenkte halsgevel. Goede late roedenverdeling. Inwendig een houtskelet                                                                              | Gebouw                   | laatste helft 15e eeuw of eerste helft 16e eeuw (huis) eerste helft 18e eeuw (halsgevel) |           | Begijnhof 1A  | 52° 22' 10" NB, 4° 53' 25" OL | 342   | Meer afbeeldingen                                                                                         |
| Huis met puntgevel, overgebouwd op consoles boven vakwerk hoofdverdieping. Inwendig: houtskelet. Vormt groep met nr 3                                            | Gebouw                   | 16e eeuw                                                                                 |           | Begijnhof 2A  | 52° 22' 10" NB, 4° 53' 25" OL | 343   | Meer afbeeldingen                                                                                         |
| Huis met ingezwenkte halsgevel | Gebouw                   | 16e eeuw en later                                                                        |           | Begijnhof 4A  | 52° 22' 10" NB, 4° 53' 25" OL | 344   | Meer afbeeldingen                                                                                         |
| Huis met puntgevel, overgebouwd op consoles boven vakwerk hoofdverdieping                                                                                        | Gebouw                   | 16e eeuw                                                                                 |           | Begijnhof 3A  | 52° 22' 10" NB, 4° 53' 25" OL | 345   | Meer afbeeldingen                                                                                         |
| Huis met gevel onder ingezwenkte hals met rollagen en fronton | Gebouw                   | 15e eeuw en later                                                                        |           | Begijnhof 5A  | 52° 22' 11" NB, 4° 53' 25" OL | 346   | Meer afbeeldingen                                                                                         |
| Huis met gave ingezwenkte halsgevel waarin deuromlijsting met deur en snijraam                                                                                   | Gebouw                   | 15e eeuw en later                                                                        |           | Begijnhof 7A  | 52° 22' 11" NB, 4° 53' 26" OL | 347   | Meer afbeeldingen                                                                                         |
| Huis met trapgevel | Gebouw                   | 15e eeuw en later                                                                        |           | Begijnhof 8   | 52° 22' 11" NB, 4° 53' 26" OL | 348   | Meer afbeeldingen                                                                                         |
| Huis met gepleisterde gevel onder | Gebouw                   | 15e eeuw en later                                                                        |           | Begijnhof 9A  | 52° 22' 11" NB, 4° 53' 26" OL | 349   | Meer afbeeldingen                                                                                         |
| Huis met puntgevel | Gebouw                   | 15e eeuw en later                                                                        |           | Begijnhof 10A | 52° 22' 11" NB, 4° 53' 26" OL | 350   | Meer afbeeldingen                                                                                         |
| Huis met ingezwenkte halsgevel onder siertrossen | Gebouw                   | 1673                                                                                     |           | Begijnhof 11A | 52° 22' 11" NB, 4° 53' 26" OL | 351   | Meer afbeeldingen                                                                                         |
| Pand met gepleisterde puntgevel | Woonhuis                 | 17e eeuw (waarschijnlijk)                                                                |           | Begijnhof 12A | 52° 22' 12" NB, 4° 53' 26" OL | 352   | Meer afbeeldingen                                                                                         |
| Dwarshuis aan een hoek van het begijnhof puntgevel opzij | Gebouw                   | 16e/18e eeuw                                                                             |           | Begijnhof 14A | 52° 22' 12" NB, 4° 53' 25" OL | 353   | Meer afbeeldingen                                                                                         |
| Dwarshuis met gevel waarin goede latere roedenverdeling | Gebouw                   | 16e/18e eeuw                                                                             |           | Begijnhof 15  | 52° 22' 12" NB, 4° 53' 25" OL | 354   | Meer afbeeldingen                                                                                         |
| Dwarshuis met gevel waarin goede latere roedenverdeling | Gebouw                   | 16e/18e eeuw                                                                             |           | Begijnhof 16  | 52° 22' 11" NB, 4° 53' 25" OL | 355   | Meer afbeeldingen                                                                                         |
| Dwarshuis met gevel waarin goede late roedenverdeling | Gebouw                   | 16e/18e eeuw                                                                             |           | Begijnhof 17  | 52° 22' 11" NB, 4° 53' 25" OL | 356   | Meer afbeeldingen                                                                                         |
| Dwarshuis met gevel waarin goede latere roedenverdeling | Gebouw                   | 16e/18e eeuw                                                                             |           | Begijnhof 18A | 52° 22' 11" NB, 4° 53' 24" OL | 357   | Meer afbeeldingen                                                                                         |
| Huis met rijk gebeeldhouwde halsgevel met hoekvazen, een palmet in de volutenafdekking en ornament om de hijsbalk                                                | Woonhuis                 | 17e eeuw/1721                                                                            |           | Begijnhof 19  | 52° 22' 11" NB, 4° 53' 24" OL | 358   | Meer afbeeldingen                                                                                         |
| Huis met ingezwenkte halsgevel | Gebouw                   | 15e/16e/17e eeuw                                                                         |           | Begijnhof 6A  | 52° 22' 11" NB, 4° 53' 25" OL | 35824 | Meer afbeeldingen                                                                                         |
| Hoekhuis aan een uitstulping van het begijnhof, met een rijk gebeeldhouwde halsgevel met hoekvazen, een palmet in de volutenafdekking en ornament om de hijsbalk | Woonhuis                 | 1721                                                                                     |           | Begijnhof 20A | 52° 22' 11" NB, 4° 53' 24" OL | 359   | Meer afbeeldingen                                                                                         |
| Pand met gevel waarvan de hals is vervangen door een punttop | Gebouw                   | 1736                                                                                     |           | Begijnhof 21A | 52° 22' 11" NB, 4° 53' 24" OL | 360   | Meer afbeeldingen                                                                                         |
| Pand met halsgevel met vazen op de vleugelstukken en het jaartal in de afdekking                                                                                 | Gebouw                   | 1736                                                                                     |           | Begijnhof 22A | 52° 22' 11" NB, 4° 53' 23" OL | 361   | Meer afbeeldingen                                                                                         |
| Hoekhuis aan een uitstulping van het begijnhof | Gebouw                   | 1660                                                                                     |           | Begijnhof 23A | 52° 22' 11" NB, 4° 53' 23" OL | 362   | Meer afbeeldingen                                                                                         |
| Huis met puntgevel waarin goede roedenverdeling, bovenlicht en gevelsteen waarop st                                                                              | Gebouw                   | 17e/19e eeuw                                                                             |           | Begijnhof 24A | 52° 22' 11" NB, 4° 53' 24" OL | 363   | Meer afbeeldingen                                                                                         |
| Pand met puntgevel met voluten en knobbels | Gebouw                   | tweede kwart 17e eeuw                                                                    |           | Begijnhof 25A | 52° 22' 11" NB, 4° 53' 23" OL | 364   | Meer afbeeldingen                                                                                         |
| Zeer gaaf huis met rijke ingezwenkte halsgevel van het type met 'Gebogen pilasters'                                                                              | Gebouw                   | 18e/19e eeuw                                                                             |           | Begijnhof 26A | 52° 22' 11" NB, 4° 53' 23" OL | 365   | Meer afbeeldingen                                                                                         |
| Pand met zeer rijk gebeeldhouwde, gave ingezwenkte halsgevel | Gebouw                   | tweede kwart 18e eeuw                                                                    |           | Begijnhof 27A | 52° 22' 10" NB, 4° 53' 23" OL | 366   | Meer afbeeldingen                                                                                         |
| Pand met puntgevel onder fronton met twee oeils-de-boeuf en goede late roedenverdeling                                                                           | Gebouw                   | laatste helft 17e eeuw                                                                   |           | Begijnhof 28A | 52° 22' 10" NB, 4° 53' 23" OL | 367   | Meer afbeeldingen                                                                                         |
| Begijnhofkapel HH. Joannes en Ursulakapel | Kapel                    | 1671                                                                                     |           | Begijnhof 29  | 52° 22' 10" NB, 4° 53' 23" OL | 368   | Meer afbeeldingen                                                                                         |
| Huis met puntgevel waarin goede late roedenverdeling | Gebouw                   | 15e/17e/18e eeuw                                                                         |           | Begijnhof 32A | 52° 22' 9" NB, 4° 53' 23" OL  | 369   | Meer afbeeldingen                                                                                         |
| Huis met halsgevel met gedeelde vleugelstukken, waaronder hij is gedateerd                                                                                       | Gebouw                   | 1744                                                                                     |           | Begijnhof 33A | 52° 22' 9" NB, 4° 53' 23" OL  | 370   | Meer afbeeldingen                                                                                         |
| Het Houten Huys | Gebouw                   | 1528 of kort daarna                                                                      |           | Begijnhof 34  | 52° 22' 9" NB, 4° 53' 23" OL  | 371   | Meer afbeeldingen                                                                                         |
| Huis met gevel onder waarschijnlijk niet-oorspronkelijke punttop                                                                                                 | Gebouw                   | 15e/16e/18e eeuw                                                                         |           | Begijnhof 35A | 52° 22' 8" NB, 4° 53' 23" OL  | 372   | Meer afbeeldingen                                                                                         |
| Pand met gevel onder later versoberde ingezwenkte hals | Gebouw                   | 18e eeuw                                                                                 |           | Begijnhof 36A | 52° 22' 8" NB, 4° 53' 23" OL  | 373   | Meer afbeeldingen                                                                                         |
| Pand met ingezwenkte halsgevel | Gebouw                   | laatste helft 18e eeuw                                                                   |           | Begijnhof 38A | 52° 22' 9" NB, 4° 53' 24" OL  | 374   | Meer afbeeldingen                                                                                         |
| Pand met ingezwenkte halsgevel | Gebouw                   | 18e eeuw                                                                                 |           | Begijnhof 39A | 52° 22' 9" NB, 4° 53' 24" OL  | 375   | Meer afbeeldingen                                                                                         |
| Pand met forse ingezwenkte halsgevel met gelobde afdekking waarin het jaartal                                                                                    | Gebouw                   | 1757                                                                                     |           | Begijnhof 40A | 52° 22' 9" NB, 4° 53' 24" OL  | 376   | Meer afbeeldingen                                                                                         |
| Pand met ingezwenkte halsgevel van vloeiend silhouet met twee deuromlijstingen waarin deuren en snijramen                                                        | Gebouw                   | derde kwart 18e eeuw                                                                     |           | Begijnhof 41A | 52° 22' 9" NB, 4° 53' 25" OL  | 377   | Pand met ingezwenkte halsgevel van vloeiend silhouet met twee deuromlijstingen waarin deuren en snijramen |
| Huis met puntgevel | Gebouw                   | 15e-18e eeuw                                                                             |           | Begijnhof 42A | 52° 22' 9" NB, 4° 53' 25" OL  | 378   | Upload foto                                                                                               |
| Huis van L-vormige plattegrond oude roedenverdeling aan het spui en overgebouwde puntgevel aan de gedempte begijnenslo                                           | Gebouw                   | 15e-18e eeuw                                                                             |           | Begijnhof 43A | 52° 22' 9" NB, 4° 53' 25" OL  | 379   | Meer afbeeldingen                                                                                         |
| Pand met puntgevel geknikt en ten dele verborgen achter nr 43 | Gebouw                   | 17e/18e eeuw                                                                             |           | Begijnhof 44A | 52° 22' 9" NB, 4° 53' 25" OL  | 380   | Meer afbeeldingen                                                                                         |
| Pand met ingezwenkte halsgevel met goede late roedenverdeling | Gebouw                   | mogelijk 1759                                                                            |           | Begijnhof 45A | 52° 22' 9" NB, 4° 53' 25" OL  | 381   | Meer afbeeldingen                                                                                         |
| Pand met onregelmatig gevormde puntgevel waarin goede late roedenverdeling                                                                                       | Gebouw                   | 18e eeuw                                                                                 |           | Begijnhof 46A | 52° 22' 9" NB, 4° 53' 25" OL  | 382   | Meer afbeeldingen                                                                                         |
| Laag dwarshuis | Gebouw                   | 18e eeuw of ouder                                                                        |           | Begijnhof 47  | 52° 22' 10" NB, 4° 53' 25" OL | 383   | Meer afbeeldingen                                                                                         |
| Engelse presbyteriaanse kerk, oorspronkelijk begijnhofkapel | Kapel                    | 17e/18e eeuw                                                                             |           | Begijnhof 48  | 52° 22' 9" NB, 4° 53' 24" OL  | 384   | Meer afbeeldingen                                                                                         |